# Bissingen an der Teck
Bissingen an der Teck település Németországban, azon belül Baden-Württembergben. Lakosainak száma 3475 fő (2023. december 31.). Bissingen an der Teck Dettingen unter Teck és Owen községekkel határos.

## Népesség
A település népessége az elmúlt években az alábbi módon változott:
| Lakosok száma | 2977 | 3470 | 3441 | 3418 | 3507 | 3475 |
|               | 1975 | 2017 | 2019 | 2021 | 2022 | 2023 |